# Operatore scaletta
In algebra lineare (e in meccanica quantistica), un operatore di innalzamento o di abbassamento (o, rispettivamente, salita e discesa; noti collettivamente come operatori scaletta) è un operatore che aumenta o diminuisce l'autovalore di un altro operatore. In meccanica quantistica, gli operatori scaletta sono notoriamente applicati nei formalismi dell'oscillatore armonico quantistico e del momento angolare. Gli operatori scaletta sono affini agli operatori di creazione e distruzione della teoria quantistica dei campi.

## Terminologia
C'è un po' di confusione circa la relazione tra gli operatori scaletta e gli operatori di creazione e distruzione comunemente usati nella teoria quantistica dei campi. L'operatore di creazione ai† incrementa il numero di particelle nello stato i, mentre il corrispondente operatore di distruzione ai diminuisce il numero di particelle nello stato i.  Questo soddisfa chiaramente i requisiti della definizione dell'operatore scaletta di cui sopra: l'incremento o il decremento dell'autovalore di un altro operatore.
La confusione nasce perché il termine operatore scaletta viene tipicamente usato per descrivere un operatore che agisce per incrementare o diminuire un numero quantico che descrive lo stato di un sistema.  Per cambiare lo stato di una particella con gli operatori di creazione/distruzione della QFT è necessario usare sia un operatore di distruzione per rimuovere una particella dallo stato iniziale sia un operatore di creazione per aggiungere una particella allo stato finale.
Il termine "operatore scaletta" è talvolta usato in matematica, nel contesto nella teoria delle algebre di Lie, e in particolare per le algebre di Lie affini, per descrivere le sottoalgebre su(2), dalle quali, usando gli operatori scaletta, si possono costruire il sistema di radici e i moduli di peso massimo. In particolare, il peso massimo è distrutto dagli operatori di salita; il resto dello spazio delle radici positive è ottenuto applicando ripetutamente gli operatori di discesa (un insieme di operatori scaletta per sottoalgebra).

## Formulazione generale
Si supponga che due operatori X e N abbiano la relazione di commutazione,
{\displaystyle [N,X]=cX,\quad }
per qualche scalare c.  Se {\displaystyle \scriptstyle {|n\rangle }} è un autostato di N con l'equazione agli autovalori,
{\displaystyle N|n\rangle =n|n\rangle ,\,}
allora l'operatore X agisce su {\displaystyle \scriptstyle {|n\rangle }} in modo tale da cambiare l'autovalore di c:
{\displaystyle {\begin{aligned}NX|n\rangle &=(XN+[N,X])|n\rangle \\&=XN|n\rangle +[N,X]|n\rangle \\&=Xn|n\rangle +cX|n\rangle \\&=(n+c)X|n\rangle .\end{aligned}}}
In altre parole, se {\displaystyle \scriptstyle {|n\rangle }} è un autostato di N con autovalore n allora {\displaystyle \scriptstyle {X|n\rangle }} è l'autostato di N con autovalore n + c oppure è zero. L'operatore X è di salita per N se c è reale e positivo, mentre è di discesa per N se c è reale e negativo.
Se N è un operatore hermitiano allora c deve essere reale e l'hermitiano aggiunto di X obbedisce alla relazione di commutazione:
{\displaystyle [N,X^{\dagger }]=-cX^{\dagger }.\quad }
In particolare, se X è un operatore discesa per N allora X† è un operatore salita per N e viceversa.

## Momento angolare
Un'applicazione particolare del concetto di operatore scaletta si trova nel formalismo quantistico del momento angolare. Per un generico vettore di momento angolare, J, con componenti, Jx, Jy e Jz si definiscono gli operatori scaletta, J+ e J–:
{\displaystyle J_{+}=J_{x}+iJ_{y},\quad }
{\displaystyle J_{-}=J_{x}-iJ_{y},\quad }
dove i è l'unità immaginaria.
La relazione di commutazione tra le componenti cartesiane di un qualsiasi operatore momento angolare è data da
{\displaystyle [J_{i},J_{j}]=i\hbar \epsilon _{ijk}J_{k},}
dove εijk è il simbolo di Levi-Civita e ciascuno dei i, j e k può assumere i valori x, y e z.  Da questo, le relazioni di commutazione tra gli operatori scaletta e Jz possono essere facilmente ottenute:
{\displaystyle \left[J_{z},J_{\pm }\right]=\pm \hbar J_{\pm }.\quad }
{\displaystyle \left[J_{+},J_{-}\right]=2\hbar J_{z}.\quad }
Le proprietà degli operatori scaletta possono essere determinate osservando come essi modificano l'azione dell'operatore Jz su un dato stato:
{\displaystyle {\begin{aligned}J_{z}J_{\pm }|j\,m\rangle &=\left(J_{\pm }J_{z}+\left[J_{z},J_{\pm }\right]\right)|j\,m\rangle \\&=\left(J_{\pm }J_{z}\pm \hbar J_{\pm }\right)|j\,m\rangle \\&=\hbar \left(m\pm 1\right)J_{\pm }|j\,m\rangle .\end{aligned}}}
Si paragona il risultato precedente con:
{\displaystyle J_{z}|j\,(m\pm 1)\rangle =\hbar (m\pm 1)|j\,(m\pm 1)\rangle .\quad }
Perciò si conclude che {\displaystyle \scriptstyle {J_{\pm }|j\,m\rangle }} equivale a un certo scalare moltiplicato per {\displaystyle \scriptstyle {|j\,m\pm 1\rangle }},
{\displaystyle J_{+}|j\,m\rangle =\alpha |j\,(m+1)\rangle ,\quad }
{\displaystyle J_{-}|j\,m\rangle =\beta |j\,(m-1)\rangle .\quad }
Questo mette in evidenza la caratteristica che definisce gli operatori scaletta in meccanica quantistica: l'aumento (o la diminuzione) di un numero quantico, mappando quindi uno stato quantico su un altro. Questa è la ragione per cui sono spesso conosciuti come operatori di innalzamento e abbassamento.
Per ottenere i valori di α e β bisogna prima fare la norma di ciascun operatore, riconoscendo che J+ e J− sono una coppia di coniugati hermitiani ({\displaystyle \scriptstyle {J_{\pm }=J_{\mp }^{\dagger }}}),
{\displaystyle \langle j\,m|J_{+}^{\dagger }J_{+}|j\,m\rangle =\langle j\,m|J_{-}J_{+}|j\,m\rangle =\langle j\,(m+1)|\alpha ^{*}\alpha |j\,(m+1)\rangle =|\alpha |^{2}},
{\displaystyle \langle j\,m|J_{-}^{\dagger }J_{-}|j\,m\rangle =\langle j\,m|J_{+}J_{-}|j\,m\rangle =\langle j\,(m-1)|\beta ^{*}\beta |j\,(m-1)\rangle =|\beta |^{2}}.
Il prodotto degli operatori scaletta può essere espresso in termini della coppia commutante J2 e Jz,
{\displaystyle J_{-}J_{+}=(J_{x}-iJ_{y})(J_{x}+iJ_{y})=J_{x}^{2}+J_{y}^{2}+i[J_{x},J_{y}]=J^{2}-J_{z}^{2}-\hbar J_{z},}
{\displaystyle J_{+}J_{-}=(J_{x}+iJ_{y})(J_{x}-iJ_{y})=J_{x}^{2}+J_{y}^{2}-i[J_{x},J_{y}]=J^{2}-J_{z}^{2}+\hbar J_{z}.}
Pertanto è possibile esprimere i valori di |α|2 e |β|2 in termini degli autovalori di J2 e Jz,
{\displaystyle |\alpha |^{2}=\hbar ^{2}j(j+1)-\hbar ^{2}m^{2}-\hbar ^{2}m=\hbar ^{2}(j-m)(j+m+1),}
{\displaystyle |\beta |^{2}=\hbar ^{2}j(j+1)-\hbar ^{2}m^{2}+\hbar ^{2}m=\hbar ^{2}(j+m)(j-m+1).}
Le fasi di α e β non sono fisicamente significativi, quindi possono essere scelte positive e reali (convenzione sulla fase di Condon-Shortley). Si ha quindi:
{\displaystyle J_{+}|j\,m\rangle =\hbar {\sqrt {(j-m)(j+m+1)}}|j\,(m+1)\rangle =\hbar {\sqrt {j(j+1)-m(m+1)}}|j\,(m+1)\rangle ,}
{\displaystyle J_{-}|j\,m\rangle =\hbar {\sqrt {(j+m)(j-m+1)}}|j\,(m-1)\rangle =\hbar {\sqrt {j(j+1)-m(m-1)}}|j\,(m-1)\rangle .}
Confermando che m sia limitato dal valore di j ({\displaystyle \scriptstyle {-j\leq m\leq j}}) abbiamo:
{\displaystyle J_{+}|j\,j\rangle =0,\,}
{\displaystyle J_{-}|j\,(-j)\rangle =0.\,}
La dimostrazione di cui sopra è di fatto la costruzione dei coefficienti di Clebsch-Gordan.

## Oscillatore armonico
Un'altra applicazione del concetto di operatore scaletta si trova nel formalismo quantistico dell'oscillatore armonico. Si possono scrivere gli operatori di innalzamento e abbassamento come
{\displaystyle {\begin{aligned}a&={\sqrt {m\omega  \over 2\hbar }}\left({\hat {x}}+{i \over m\omega }{\hat {p}}\right)\\a^{\dagger }&={\sqrt {m\omega  \over 2\hbar }}\left({\hat {x}}-{i \over m\omega }{\hat {p}}\right)\end{aligned}}}
Essi forniscono un metodo conveniente per estrarre gli autovalori dell'energia senza dover risolvere direttamente l'equazione differenziale del sistema.

## Storia
Molte fonti attribuiscono a Dirac l'invenzione degli operatori scaletta. L'uso di Dirac degli operatori scaletta mostra che il numero quantico {\displaystyle j} associato all'operatore momento angolare totale deve essere un semintero non negativo multiplo di ħ.